# بروميد الحديد الثلاثي
 بروميد الحديد الثلاثي مركب كيميائي له الصيغة FeBr3، ويكون على شكل بلورات بنية، وهو من حموض لويس.

## الخواص
- يتفكك مركب بروميد الحديد الثلاثي بالتسخين ليعطي بروميد الحديد الثنائي، وينطلق غاز البروم.
- تشكل بلورات بوميد الحديد الثلاثي بنية مبلمرة مبنية من مراكز الحديد ثمانية الوجوه سداسية التساند.[3] تتبع البلورات المجموعة الفراغية R-3، وتكون ثوابت الشبكة البلورية كالتالي: a = 639,7 pm و c = 1837,5 pm (بيكومتر).[4]
- يتمتع بروميد الحديد الثلاثي بثبانية أكبر بالمقارنة مع يوديد الحديد الثلاثي، إلا أنه أقل ثباتية من كلوريد الحديد الثلاثي.[3]

## التحضير
يحضر بروميد الحديد الثلاثي من التفاعل المباشر لكل من العنصرين المكونين له، البروم والحديد:
2Fe + 3Br2 → 2FeBr3

## الاستخدامات
نظراً لأن بروميد الحديد الثلاثي من حموض لويس، لذا فإن له تطبيقات في التحفيز. فهو يستخدم مثلا لتحفيز تفاعلات الاستبدال بشكل عام، خصوصا تفاعلات الاستبدال العطري المحب للإلكترونات، وبرومة (إضافة البروم) للبنزين.